# Operation Newscaster
"Operation Newscaster" ("Operação Locutor", em tradução literal), assim denominada pela empresa norte-americana iSIGHT Partners em 2014, é uma operação de espionagem cibernética executada pelo Irã que tem como alvo figuras militares e políticas que utilizam redes sociais. A operação foi descrita como "criativa", "de longo prazo" e "inédita". Segundo a iSIGHT Partners, é "a campanha mais bem elaborada de espionagem cibernética empregando técnicas de engenharia social já revelada até hoje, nunca vista em qualquer outro país".

## Percepções da iSight
Em 29 de maio de 2014, a empresa texana que realiza pesquisas sobre espionagem cibernética, iSIGHT Partners, divulgou um relatório desvendando uma operação a qual chamou de "Newscaster", que, desde 2011, teve como alvos pelo menos 2.000 nos Estados Unidos, Israel, Grã-Bretanha, Arábia saudita, Síria, Iraque e Afeganistão.
Entre as vítimas estão membros superiores do corpo diplomático e militar dos Estados Unidos, legisladores, jornalistas, lobistas, integrantes de think tanks e pessoas contratadas da área de defesa, incluindo um almirante de quatro estrelas. Por questões de segurança, elas não foram identificadas no documento.
A empresa não conseguiu determinar quais dados os hackers podem ter roubado.
De acordo com o relatório da iSIGHT Partners, os hackers usavam 14 identidades falsas se passando por jornalistas e funcionários do governo e da defesa, através de contas ativas no Facebook, Twitter, LinkedIn, Google+, YouTube e Blogger. Para ganhar confiança e credibilidade, os ciberespiões construíram um site fictício de jornalismo, o NewsOnAir.org, pegando conteúdo da grande imprensa, como a Associated Press, BBC e Reuters, e preenchendo seus perfis com informações pessoais falsas. Depois tentavam fazer amizade com as vítimas, enviando-lhes "mensagens amigáveis", por meio de técnicas de spear-phishing, para roubar suas senhas de e-mail, e de ataques para infectá-las com um malware "não tão sofisticado", cuja função era roubar dados.
O relatório diz ainda que o site NewsOnAir.org foi registrado na cidade de Teerã e que provavelmente estava hospedado em um provedor iraniano. A palavra  persa "Parastoo" (پرستو; que significa "engolir") era usada como senha pelo programa malicioso associado com o grupo, que parecia funcionar durante o horário comercial de Teerã, quando seus integrantes folgavam nas quintas e sextas-feiras. A iSIGHT Partners não pôde confirmar se os hackers possuíam laços com o governo do Irã.

## Análise
De acordo com a Al Jazeera, a unidade cibernética do exército chinês também já efetuou dezenas de ataques por phishing.
O pesquisador de segurança da Universidade de Toronto, Morgan Marquis-Boire, afirmou que a campanha "pode ser uma ação dos mesmos autores que realizavam ataques de vírus contra dissidentes e jornalistas iranianos há pelo menos dois anos".
Franz-Stefan Gady, membro sênior do EastWest Institute e um dos fundadores da Worldwide Cybersecurity Initiative, declarou: "Eles não estão fazendo isso por um dinheirinho rápido ou para coletar dados e extorquir uma organização. Estão nessa para atingir objetivos grandes e difíceis. A sofisticada engenharia humana tem sido o método preferido de atores estatais".

## Reações
- O porta-voz do Facebook disse que a companhia detectou o grupo hacker enquanto investigava solicitações de amizade suspeitas e que removeu todos os perfis falsos.[2]
- LinkedIn disse que eles estavam investigando a informação, embora nenhum dos 14 perfis descobertos se encontravam ativos no momento.[2]
- Já o Twitter recusou-se a comentar sobre o caso.[2]
- O FBI contou à Al Jazeera "que eles estavam cientes da denúncia, mas que não tinham nada para comentar".[4]